# Pirella circinans
Pirella circinans är en svampart som beskrevs av Bainier 1882. Pirella circinans ingår i släktet Pirella och familjen Mucoraceae.   Inga underarter finns listade i Catalogue of Life.